# Patrizia Leone
Patrizia Leone (* 8. Januar 1996) ist eine ehemalige Schweizer Unihockeyspielerin.

## Karriere

### Verein
Leone begann ihre Karriere bei den Red Ants Rychenberg Winterthur, bei welchen sie 2012 zum ersten Mal für die erste Mannschaft auflief. Innert vier Jahren lief sie 81 Mal für die Winterthurer auf. Dabei erzielte sie vier Tore und legte acht Tore auf.
Zur Saison 2016/17 wechselte sie zum Ligakonkurrenten UH Red Lions Frauenfeld. Am 8. Mai 2017 gab der Verein bekannt, dass Leone auch zur Saison 2017/18 für den Verein auflaufen wird. Nach der Saison 2019/20 beendete Leone ihre Karriere.

### Nationalmannschaft
2011 lief sie erstmals für die U19-Nationalmannschaft der Schweiz auf. Drei Jahre später, 2014, nahm sie mit der Schweiz an der Weltmeisterschaft teil, wo man keine Medaille gewinnen konnte und das Turnier auf dem vierten Platz beendete.